# Karūch
Karūch (persiska: كَروج, Karūj, کروچ) är en ort i Iran.   Den ligger i provinsen Hormozgan, i den sydöstra delen av landet, 1 300 km sydost om huvudstaden Teheran. Karūch ligger 17 meter över havet och antalet invånare är 221.
Terrängen runt Karūch är platt söderut, men norrut är den kuperad. Terrängen runt Karūch sluttar söderut. Runt Karūch är det mycket glesbefolkat, med 7 invånare per kvadratkilometer. Närmaste större samhälle är Rāpch, 19,3 km väster om Karūch. Trakten runt Karūch är ofruktbar med lite eller ingen växtlighet.